# Toulépleu
Toulépleu ist eine Stadt der Elfenbeinküste. Sie liegt in dem gleichnamigen Département de Toulépleu in der Region Moyen-Cavally im Westen des Landes. Die Stadt hat laut Zensus von 2014 15.745 Einwohner.
Sie wurde am 7. März 2011 im Zuge der Regierungskrise in der Elfenbeinküste 2010/2011 von den Forces Nouvelles, einer Rebellengruppe, die Alassane Ouattara unterstützt, erobert.